# Dungeons & Dragons Online
Dungeons & Dragons Online: Eberron Unlimited (inicialmente titulado Dungeons & Dragons Online: Stormreach pero de todos modos conocido de forma abreviada como «DDO») es un videojuego de rol multijugador masivo en línea. Concebido para ser usado con el sistema operativo Windows ha sido desarrollado por el desarrollador Turbine, Inc. Esta adaptación en línea del famoso juego de rol Dungeons & Dragons se basa en el escenario de campaña conocido como Eberron.